# Organization of Afro-American Unity
L'Organization of Afro-American Unity ou OAAU (organisation pour l'unité afro-américaine) est un mouvement afro-américain créé en 1964 par  Malcolm X, John Henrik Clarke et d'autres leaders issus de la mouvance du nationalisme noir aux États-Unis et du panafricanisme, son but était tout à la fois de faire renouer les Afro-Américains avec leur héritage africain et de militer pour l'émancipation politique et économique des Afro-Américains.

## Histoire
Le 8 mars 1964, Malcolm X quitte le mouvement  Nation of Islam converti à l'Islam sunnite, le 13 avril 1964, Malcolm X part de l'aéroport international John-F.-Kennedy de New York pour faire le pèlerinage à La Mecque (le hajj),, puis il visite l'Afrique durant les mois d'avril et de mai 1964, lors de ce voyage en Afrique, Malcolm X s'intéresse à la récente Organisation de l'unité africaine, fondée en 1963 qui avait pour but de fédérer l'ensemble des états africains. De retour, aux États-Unis, c'est sur ce concept de fédération qu'il est convaincu de la nécessité de créer une organisation rassemblant les Afro-Américains sans distinction de leurs diverses appartenances religieuses ou politiques.
Le 28 juin 1964, Malcolm X annonce la création de l'OAAU lors d'une conférence publique donnée au Audubon Ballroom de New York, la charte de l'OAAU est rédigée par John Henrik Clarke, Albert Cleage (en), Jesse Gray et Gloria Richardson (en).
Le mouvement sera éphémère, il s'étiole après l'assassinat de Malcolm X le 21 février 1965, malgré la reprise du mouvement par la demi-sœur de Malcolm, Ella Little-Collins (en),,,. 
Cela dit, l'OAAU est devenu l'inspiration divers groupes se réclamant du Black Power,,.

## Programme
Le but de l'OAAU est de lutter pour les droits civiques, l'émancipation économique des Afro-Américains et de faire la promotion de la coopération entre Africains et les personnes d'ascendance africaine habitant sur l'ensemble du continent des Amériques. 
L'OAAU décline sa mission autour de cinq thèmes énoncés dans le Basic Unity Program,,, :
- Restauration: "Afin de nous libérer de l'oppression de nos esclavagistes alors, il est absolument nécessaire que les Afro-Américains rétablissent la communication avec l'Afrique."
- Réorientation: "Nous pouvons en apprendre beaucoup sur l'Afrique en lisant des livres instructifs."
- Éducation: "L'Organisation de l'unité afro-américaine élaborera des méthodes et des procédures pédagogiques originales qui libéreront l'esprit de nos enfants. Nous encouragerons ... des Afro-Américains qualifiés à rédiger et à publier les manuels nécessaires pour libérer notre esprit ... les éduquer [nos enfants] à la maison. "
- Sécurité économique: "Après la proclamation d'émancipation ... on s'est rendu compte que l'Afro-Américain constituait le plus grand groupe ethnique homogène ayant une origine et une expérience de groupe communes aux États-Unis et, s'il était autorisé à exercer sa liberté économique ou politique. Nous devons créer une banque de techniciens. Nous devons le faire pour que les nations africaines nouvellement indépendantes puissent se tourner vers nous qui sommes leurs frères pour les techniciens dont ils auront besoin maintenant et à l'avenir. "
- La légitime défense envers les actes racistes : « La Constitution des États-Unis d'Amérique affirme clairement le droit de tout citoyen américain à porter des armes. Et en tant qu'Américains, nous n'abandonnerons pas un seul droit garanti par la Constitution. L'histoire de la violence impunie contre notre peuple indique clairement que nous devons être prêts à nous défendre ou nous continuerons d'être un peuple sans défense à la merci d'une foule raciste impitoyable et violente. »

## Pour approfondir

#### Essais et biographies
- (en-US) George Breitman, Last Year of Malcolm X : The Evolution of a Revolutionary, New York, Pathfinder Press (réimpr. 1970, 1992, 2008, 2015, 2019) (1re éd. 1967), 180 p. (ISBN 9780873480048, OCLC 1258065490, lire en ligne), p. 70-81,
- (en-US) William W. Sales Jr., From Civil Rights to Black Liberation : Malcolm X and the Organization of Afro-America Unity, Boston, Massachusetts, South End Press (réimpr. 1999) (1re éd. 1994), 260 p. (ISBN 9780896084810, OCLC 30035894, lire en ligne)

#### Articles
- (en-US) John Henrik Clarke et Sylvester Leaks, « Malcolm X: His Grandeur and Significance », Présence Africaine, Nouvelle série, no 62,‎ 1967, p. 77-83 (lire en ligne ),
- (en-US) Scot Brown, « The US Organization, Black Power Vanguard Politics, and the United Front Ideal: Los Angeles and Beyond », The Black Scholar, Vol. 31, No. 3/4,‎ 2001, p. 21-30 (lire en ligne),
- (en-US) Garrett Felber, « “Harlem is the Black World”: The Organization of Afro-American Unity at the Grassroots », The Journal of African American History, vol. 100, no 2,‎ 2015, p. 199-225 (lire en ligne ),
- (en-US) Alex Lubin, « Between the Secular and the Sectarian: Malcolm X's Afro-Arab Political Imaginary », Journal of Africana Religions, vol. 3, no 1,‎ 2015, p. 83-95 (lire en ligne ),